# ان شاه‌تخته
ان شاه‌تخته یک ستاره است که در صورت فلکی شاه‌تخته قرار دارد.